# Златоград (община)
Община Златоград се намира в Южна България и е една от съставните общини на Област Смолян.

## География

### Географско положение, граници, големина
Общината се намира в най-югоизточната част на Област Смолян. С площта си от 171,537 km2 е 9-а, предпоследна по големина сред 10-те общини на областта, което съставлява 5,37% от територията на областта. Границите ѝ са следните:
- на запад – община Рудозем;
- на северозапад – община Мадан;
- на север – община Неделино;
- на североизток – община Джебел, Област Кърджали;
- на изток – община Кирково, Област Кърджали;
- на юг – Гърция.

### Природни ресурси

#### Релеф
Релефът на общината е ниско и средно планински и се простира в югозападната част на Източните Родопи.
На нейната територия изцяло попада в югозападната и южната част на източнородопския рид Жълти дял. Максималната височина на общината е връх Бучовица 1406,6 m, разположен на границата с община Мадан, на 1,8 km северно от село Мързян, а минималната – 380 m, в коритото на река Върбица, на границата с община Кирково.

#### Води
Основна водна артерия на община Златоград е река Върбица (десен приток на Арда). Тя се образува от сливането на двете съставящи я реки Голяма река (лява съставяща) и Малка река (дясна съставяща) в центъра на град Златоград. За начало се приема Голяма река с десния си приток Ерма река. Последната води началото си от най-югозападната част на Жълти дял, на 1284 m н.в., от северното подножие на граничния връх Мъргазян (1345,8 m), на около 2 km югозападно от село Мързян. До шосета Мадан – Златоград тече в източна посока, а след това до Златоград в югоизточна, в тясна и дълбока долина, гъсто обрасла с широколистни гори. В центъра на Златоград приема отдясно Малка река (Аламовска река) и двете заедно дават началото на същинската река Върбица. След Златоград долината на Върбица се разширява, става по-слабо залесена и с множество меандри и след около 9 km навлиза в община Кирково. Нейни основни притоци на територията на община Златоград са: Балалийска река (ляв), Хасидере (десен) и Неделинска река (Узундере, ляв). Неделинска река преминава през общината с долното си течение, като тече от север-северозапад на юг-югоизток в дълбока и слабо залесена долина.

## Население

### Етнически състав (2011)
Численост и дял на етническите групи според преброяването на населението през 2011 г.:
|                     | Численост | Дял (в %) |
| Общо                | 12 321    | 100,00    |
| Българи             | 9352      | 75,90     |
| Турци               | 38        | 0,31      |
| Цигани              | –         | -         |
| Други               | 67        | 0,54      |
| Не се самоопределят | 62        | 0,50      |
| Неотговорили        | 2802      | 22,74     |

### Движение на населението (1934 – 2021)
| Община Златоград                              | Община Златоград | Община Златоград | Община Златоград | Община Златоград | Община Златоград | Община Златоград | Община Златоград | Община Златоград | Община Златоград | Община Златоград | Община Златоград |
| --------------------------------------------- | ---------------- | ---------------- | ---------------- | ---------------- | ---------------- | ---------------- | ---------------- | ---------------- | ---------------- | ---------------- | ---------------- |
| Година                                        | 1934             | 1946             | 1956             | 1965             | 1975             | 1985             | 1992             | 2001             | 2011             | 2021             |                  |
| Население                                     | 6344             | 8164             | 13015            | 15636            | 14824            | 15737            | 15592            | 14042            | 12321            | 9768             |                  |
| Източници: Национален Статистически Институт, |                  |                  |                  |                  |                  |                  |                  |                  |                  |                  |                  |

### Населени места
Общината има 9 населени места с общо население от 9768 жители към 7 септември 2021 г.
| Населено място | Население (2021 г.) | Площ на землището km2 | Забележка (старо име) | Населено място | Население (2021 г.) | Площ на землището km2 | Забележка (старо име)          |
| -------------- | ------------------- | --------------------- | --------------------- | -------------- | ------------------- | --------------------- | ------------------------------ |
| Аламовци       | 166                 | 18,371                |                       | Пресока        | 4                   | -                     | в з-щето на с. Старцево        |
| Долен          | 1026                | 18,630                |                       | Старцево       | 1946                | 17,477                | Елехче                         |
| Ерма река      | 595                 | 28,867                |                       | Страшимир      | 82                  | 3,658                 |                                |
| Златоград      | 5865                | 65,117                | Даръ дере             | Цацаровци      | 47                  | 6,704                 |                                |
| Кушла          | 37                  | 12,713                |                       | ОБЩО           | 9768                | 171,537               | 1 населено място е без землище |

## Административно-териториални промени
- МЗ № 2820/обн. 14.08.1934 г. – преименува гр. Даръ дере на гр. Златоград;

– преименува с. Елехче на с. Старцево;
- Указ № 292/обн. 25.08.1953 г. – признава н.м. Гюдюрска за отделно населено място – пром.с. Гюдюрска;

– признава с. Ерма река за пром.с. Ерма река;
– признава н.м. Лайков чукар за отделно населено място – пром.с. Лайков чукар;
– признава н.м. Страшимир за отделно населено място – пром.с. Страшимир;
– признава н.м. Фабрика за отделно населено място – пром.с. Фабрика;
– признава н.м. Цацаровци за отделно населено място – м. Цацаровци;
– заличава м. Боево и я присъединява като квартал на пром.с. Страшимир;
- Указ № 2294/обн. 26.12.1978 г. – заличава пром.с. Гюдюрска и го присъединява като квартал на пром.с. Фабрика;
- Указ № 2932/обн. 30.09.1983 г. – признава н.м. Пресока (от с. Старцево) и н.м. Читакови колиби (от гр. Златоград) за отделно населено място – с. Пресока;

– заличава пром.с. Лайков чукар и го присъединява като квартал на пром.с. Фабрика;
- На основание §7 (т.3) от Закона за административно-териториалното устройство на Република България (ДВ, бр. 63/1995 г.) всички махали, колиби, гари, минни и промишлени селища придобиват статут на села.
- С решение на Министерски съвет от 2016 г. са закрити селата Мързян и Фабрика, като землището на село Фабрика е присъединено към това на село Цацаровци.[3]

## Транспорт
През общината преминават частично 2 пътя от Републиканската пътна мрежа на България с обща дължина 30,8 km:
- участък от 25,2 km от Републикански път III-867 (от km 13,8 до km 39,0);
- последният участък от 5,6 km от Републикански път III-8652 (от km 20,6 до km 26,2).

През 2009 година е открит ГКПП Златоград-Термес, с които разстоянието до Бяло море и гр. Ксанти, Гърция се скъсява значително.

## Топографска карта
- Лист от карта K-35-86. Мащаб: 1 : 100 000.
- Лист от карта K-35-87. Мащаб: 1 : 100 000.
- Лист от карта K-35-99. Мащаб: 1 : 100 000.